# Pieni Viitasaari (ö i Norra Karelen)
Pieni Viitasaari är en ö i Finland. Den ligger i sjön Koitere och i kommunen Ilomants i den ekonomiska regionen  Joensuu ekonomiska region  och landskapet Norra Karelen, i den östra delen av landet, 400 km nordost om huvudstaden Helsingfors. Öns area är 1,02 kvadratkilometer och dess största längd är 1,8 kilometer i nord-sydlig riktning.